# Karl Franz Henisch
Karl Franz Henisch (* 29. Juni 1745 in Wien; † 13. Dezember 1776 in Potsdam) war ein deutscher Schauspieler und Librettist.

## Leben
Der Schauspieler Henisch war vor allem als Komiker bekannt. Nach einem Engagement 1772 in Prag spielte er ab 1773 in Berlin zunächst bei der Kochschen, später der Wäserschen Gesellschaft. Er verfasste mehrere Libretti für komische Opern, die von Franz Andreas Holly vertont wurden.
Verheiratet war er mit der Schauspielerin Karoline Giranek.

## Werke
- Das Gespenst auf dem Lande, 1772
- Das Schnupftuch, 1772
- Der Zauberer, 1772
- Der Bassa von Tunis, 1774
- Der lustige Schuster
- Gelegenheit macht Diebe